# Ala-Sangerjärvi
Ala-Sangerjärvi är en sjö i Gällivare kommun i Lappland och ingår i Kalixälvens huvudavrinningsområde. Sjön har en area på 0,0838 kvadratkilometer och ligger 232 meter över havet.

## Delavrinningsområde
Ala-Sangerjärvi ingår i det delavrinningsområde (743182-175266) som SMHI kallar för Ovan Koutojoki. Medelhöjden är 241 meter över havet och ytan är 47 kvadratkilometer. Räknas de 17 avrinningsområdena uppströms in blir den ackumulerade arean 305,24 kvadratkilometer. Tvärån (Lansån) som avvattnar avrinningsområdet har biflödesordning 3, vilket innebär att vattnet flödar genom totalt 3 vattendrag innan det når havet efter 167 kilometer. Avrinningsområdet består mestadels av skog (78 procent) och sankmarker (11 procent). Avrinningsområdet har 0,28 kvadratkilometer vattenytor vilket ger det en sjöprocent på 0,6 procent.